# 北魏皇陵
北魏皇陵，是指中国南北朝北魏的皇帝陵。

## 范围
北魏皇陵坐落于洛阳之北的邙山，包括魏孝文帝的长陵，魏宣武帝的景陵，魏孝明帝的定陵，魏孝庄帝的静陵。另有山西的云中金陵和陕西的云陵。

## 历史
1960年代，汉魏故城考古队在城北邙山顶南缘，发现了一段北魏外城郭遗迹，当地人称为“洛郭城”，或“外罗城”。1970年代，经过大规模考古勘探而知，北魏外城郭基址保存基本完整，东西确为二十里，南北十五公里。如加上洛河故道南之四夷馆，南北长度二十里。
2000年9月25日登录为第三批河南省文物保护单位。2001年作为邙山陵墓群的一部分，登录第五批全国重点文物保护单位。